# The Revenge of Shinobi
The Revenge of Shinobi is een computerspel ontwikkeld en uitgegeven door Sega voor de Mega Drive. Het actiespel is uitgekomen in Japan en de VS op 2 december 1989 en in Europa op 22 maart 1990.

## Spel
De speler speelt in het side-scrolling actiespel een ninja die zich een weg door de levels moet banen. Elk level is opgedeeld in verschillende achtergronden. Aan het einde van een level moet een eindbaas worden verslagen.
De muziek in het spel is afkomstig van Yuzo Koshiro.

## Revisies
Vanwege auteursrechten van bepaalde vijanden, die zijn gebaseerd op culturele iconen uit die tijd, zijn er verschillende versies van het spel in omloop. Zo zijn in latere revisies de karakters die leken op Rambo, Jackie Chan, The Terminator, Spider-Man, Batman en Godzilla aangepast.

## Ontvangst
The Revenge of Shinobi ontving positieve recensies. Men prees het grafische uiterlijk, de gameplay en de muziek. Kritiek was er op de moeilijkheidsgraad van de eindbaas.
Op aggregatiewebsite GameRankings heeft het spel een verzamelde score van 79%.

## Verzamelbundels
Het spel is opgenomen in verschillende verzamelbundels van Sega, waaronder Mega Games 2, Mega Drive 6 Pak, Sega Classics Arcade Collection en Sega Smash Pack. Het is ook uitgekomen voor de Wii Virtual Console in 2009, in het pakket Sega Ages Online in 2012 en ten slotte in Sega Forever in 2017.

## Trivia
- Het spel is opgenomen in het boek 1001 Video Games You Must Play Before You Die van Tony Mott.